# Megang Sakti I
Megang Sakti I is een bestuurslaag in het regentschap Musi Rawas van de provincie Zuid-Sumatra, Indonesië. Megang Sakti I telt 6082 inwoners (volkstelling 2010).